# Kunst im öffentlichen Raum in Wickede (Ruhr)
Kunst im öffentlichen Raum in Wickede (Ruhr) umfasst öffentlich zugängliche Plastiken, Skulpturen, Brunnen, Wandmalereien, Mosaike und Graffiti im Gebiet der südwestfälischen Gemeinde Wickede (Ruhr) im Kreis Soest. Die nachstehende Liste von Kunstwerken im öffentlichen Raum ist nicht vollständig. Sie wird kontinuierlich ergänzt.

## Liste
| Bild           | Titel/Bezeichnung | Standort                   | Künstler       | Entstanden/errichtet | Anmerkungen                                                           |
| -------------- | ----------------- | -------------------------- | -------------- | -------------------- | --------------------------------------------------------------------- |
|                | Störrische Ziege  | Echthausen, Dorfplatz Lage | Werner Klenk   | 1998                 | Skulpturengruppe aus Bronze.                                          |
|                | Ruhender Mensch   | Kirchstraße 4 Lage         | Enrique Asensi | 1981                 | Skulptur aus Diabas.                                                  |
| weitere Bilder | Glasbläserdenkmal | Vor dem Rathaus Lage       | Hans Gerd Ruwe | 1986                 | Denkmal zur Erinnerung an die Zeit der Industrialisierung in Wickede. |
|                | Gänsemarsch       | Vor dem Rathaus Lage       | Hans Gerd Ruwe | 1988                 | Brunnen mit sechs Bronzefiguren.                                      |